# Зеленцов, Александр Николаевич
Алекса́ндр Никола́евич Зеленцов (род. 20 декабря 1962, Усть-Каменогорск) — советский и казахстанский футболист.
Воспитанник ДЮСШ при ГОРОНО Усть-Каменогорска, тренер Владимир Емец. Всю карьеру провёл в местном клубе «Восток». В 1980—1991 годах во второй лиге (в 1990 во второй низшей лиге) сыграл 369 матчей, забил 65 голов. В 1992—1993 годах в чемпионате Казахстана в 71 матче забил два гола.